# Gyújtókészülék
A nagynyomású lámpák közül a higanylámpa nem igényel külön gyújtót, a fémhalogén-, és nátriumlámpa (a belső gyújtós kivételtől eltekintve) igen. Az e célra szolgáló egységeknek a fénycsőgyújtóhoz képest nagyobb (több kV nagyságú) gyújtóimpulzust kell szolgáltatniuk, felépítésük bonyolultabb. Ez elnevezésükben is megnyilvánul; gyújtókészülékeknek nevezzük őket.
Ma már általában az úgynevezett "soros hárompontos" gyújtókészüléket alkalmazzák, helyes nevén szuperpozíciós gyújtókészüléket. Az előzőleg kiterjedten használt "párhuzamos" vagy impulzusgyujtó nem tekinthető korszerűnek.
Az alábbi ábrán látható a szuperpozíciós gyújtókészülék bekötési módja. N pont a lámpa Edison-fejének menetes hüvelyéhez csatlakozik. Az L kivezetésen jelenik meg a gyújtóimpulzus. Ez a kivezetés a lámpafej kontaktlemezkéjéhez csatlakozik. A D kivezetés az előtéten keresztül a hálózat fázisvezetékéhez csatlakozik. 
A gyújtás elve a szuperpozíciós gyújtókészülék elvi felépítésénél érthető meg. A szaggatott vonallal jelölt téglalap jelenti a gyújtó házát. Bekapcsoláskor a G parázsfénylámpa ikerfém érintkezőkkel ellátott elektródjai között megjelenik a közel teljes hálózati feszültség, megindul a parázsfénykisülés, és a C1 kondenzátor feltöltődik. Az ikerfém (bimetal) érintkezők összezárnak, a C1 kondenzátor a transzformátor P primer tekercsén keresztül kisül. Ezzel az RC1PC2 soros rezgőkörön csillapodó szinuszos nagyfrekvenciás feszültség keletkezik, amely a transzformátor szekunder tekercsében a menetszám-aránynak megfelelő nagyfeszültséget indukál. Ez a kV nagyságrendű feszültség a hálózati feszültségre szuperponálódik és begyújtja a lámpát. Ha a begyújtás nem következik be, az ikerfém lehűlése után megszakad az áramkör, és kezdődik elölről a folyamat, amíg a lámpa be nem gyújt. Ha a lámpa gyújtás képtelen vagy éppenséggel hiányzik, a folyamatos gyújtási kísérletek előbb-utóbb a gyújtókészülék kapcsolójának a tönkremeneteléhez vezetnek. Ezért lámpacsere alkalmával az ikerfémes betétet is cserélni kell.
A ma valóban korszerű gyújtókészülék az itt írtakhoz képest két fontos fejlesztési eredményt tartalmaz:
- Úgynevezett időtag beépítése, melynek rendeltetése, hogy a gyújtókészülék a már gyújtásképtelen lámpát néhány kísérlet után ne próbálja begyújtani; tehát végeredményben a gyújtó tönkremenetelét akadályozza meg. Lényeges szempont, hogy az állandóan ismétlődő gyújtóimpulzusok a rádió -, és televízió készülékeket is zavarhajták, valamint a lámpatest meghibásodásához is vezethetnek. Az időtag lényegében időzítő áramkör, mellyel lehetővé válik az időzítés szabályozása (pl. nátriumlámpa esetében 82 s után állnak le a gyújtási kísérletek).

- Ikerfémes kapcsoló helyett elektronikus (tirisztoros) kapcsoló alkalmazása. Ez biztonságosabbá teszi a gyújtástm és kisebb rádiófrekvenciás zavarszintet produkál. Az "elektronikus gyújtó" néven forgalomba hozott eszköz lényegében egy háromkivezetéses, szuperpozíció elvén működő, elektronikus kapcsolású, időtaggal ellátott gyújtókészülék.

Lényeges, hogy a gyújtó és a lámpa közötti - nagyfeszültséggel terhelt - vezetékszakasz maximálisan 1,5 m lehet; a C2 leválasztó kondenzátor miatt a gyújtóimpulzus az előtét-gyújtó szakaszt nem terheli, így az előtétet a lámpától tetszőleges távolságra lehet elhelyezni.

## Jellemző adatok
- Keltett csúcsfeszültség értéke
- Impulzus-szélesség: az az időtartam, amely alatt egy impulzuson belül a feszültségérték az amplitúdó 90%-át meghaladja (~ps).
- Félperiódusokkénti gyújtóimpulzusok száma (2-3).
- A gyújtóimpulzusok fázishelyzete
- A gyújtó működésére használt teljesítmény (néhány W).
- Megszólalási feszültség
- Nem működési feszültség
- Legnagyobb névleges működési hőmérséklet (Tc) értéke és helye
- A gyújtókészülékek élettartamát - tekintettel a félvezető alkatrészek viszonylag hosszabb élettartamára - a passzív alkatrészek (kondenzátorok) élettartama szabja meg. A hálózati tranziensek káros hatással vannak az élettartamra. A gyújtóműködésnél a gyújtások száma a lényeges, a gyártók névleges élettartamot általában nem adnak meg, helyette garanciális időt jelölnek meg.